# Georges Casolari
Georges Casolari (Niza, 5 de mayo de 1941 - Niza, 6 de octubre de 2012  fue un futbolista francés que jugó el puesto de lateral derecho.

## Biografía
Nacido en Niza, es sin embargo en Mónaco donde Casolari jugaría casi toda su carrera. Entrenado en la cantera, lateral derecho de oficio, permanecerá casi toda su carrera en la ASM. Fue titular de 1963 a 1969, pero vistió la camiseta roja y blanca de 1959 a 1970. Es uno de los pocos jugadores que ha vestido la camiseta monegasca más de 200 veces.

## Clubes
| Club        | Años      | Partidos | Goles |
| ----------- | --------- | -------- | ----- |
| AS Monaco   | 1959-1970 | 258      | 19    |
| US Toulouse | 1970-1974 | 125      | 2     |

## Palmarés
- Campión de Liga : 1961, 1963
- Vencedor de la Copa de Francia : 1963
- 3 internacionalidades de selección francesa (1963-1964)